# Manuel Bargues
Manuel Bargues Fuentes (Valencia, 23 de febrero de 1995) es un deportista español que compite en esgrima, especialista en la modalidad de espada. En los Juegos Europeos de Cracovia 2023 consiguió una medalla de bronce en la prueba individual.

## Palmarés internacional
| Juegos Europeos | Juegos Europeos    | Juegos Europeos   | Juegos Europeos   |
| Año             | Lugar              | Medalla           | Prueba            |
| --------------- | ------------------ | ----------------- | ----------------- |
| 2023            | Cracovia (Polonia) | Medalla de bronce | Espada individual |